# 斉藤宜之
斉藤 宜之（さいとう たかゆき、1976年6月10日 - ）は、神奈川県藤沢市出身の元プロ野球選手（外野手、内野手、右投左打）・コーチ。

## 経歴

### プロ入り前
中本牧リトルシニア出身。横浜高校時代には甲子園に3度出場（選抜2回、選手権1回）。多村仁、紀田彰一とクリーンナップを組んでいた。高校通算39本塁打。在学中は、渡辺元智監督に「指導歴30年の中で3本の指に入る選手」と言わしめるほどの活躍をした。高校の1学年先輩には高橋光信がいた。1994年のドラフトで巨人に4位指名されて入団。

### 巨人時代
1997年
オープン戦から活躍し初の1軍昇格。左の代打、代走、外野守備要員として一軍に時折昇格するも定着には至らず。ジュニアオールスターゲーム出場。
1999年
一軍定着は果たせなかったが、オフに第14回IBAFインターコンチネンタルカップ日本代表に選出され、日本の3位入賞に貢献した。
2000年
4月2日の広島戦でプロ初本塁打を放つ。日本シリーズでは第5戦外野守備要員として日本シリーズ出場を果たす。
2002年
チームに怪我人が相次いだこともあり、シーズン後半は5番ファーストに定着。200打席超で打率3割を記録。ファーストと外野を兼任。日本シリーズでは日本一を決めた第4戦で本塁打を含む3安打の活躍が評価されたが、第2戦で3安打を記録した松井秀喜の打率を上回っていたために、優秀選手賞を獲得した。
2003年
同年ヤンキースに移籍した松井秀喜の抜けた外野をカバーし、故障した高橋由伸や不調の清水隆行に代わり外野の穴に収まりかける。結果的にプロ生活で唯一2桁本塁打・100安打超を記録したシーズンとなった。また、この頃から三塁手としても出場するようになる。
2004年
この年就任した堀内恒夫監督から外野のレギュラー候補に挙げられるが、開幕前に怪我で長期離脱して24試合の出場にとどまった。
2005年
交流戦で先発出場機会が増えたものの、シーズン後半矢野謙次・鈴木尚広らに外野のポジションを奪われて46試合の出場にとどまった。
2006年
久々に右投手から打率3割台を記録、李承燁のカバーとしてチームに貢献したものの、世代交代に押され出場機会自体はさらに減った。
2007年
1月30日に、東京都内で横断歩道を横断中、タクシーに接触され腰部と右膝関節の打撲を負ってしまう。シーズンでは1軍に呼ばれることはなく、2軍でも若手が優先起用され出場機会が激減。10月30日に戦力外通告を受けた。
その後11月7日の12球団合同トライアウトに参加する。結果はノーヒットも、直後に東京ヤクルトスワローズから契約のオファーを受けた。11月30日に自由契約が公示され、12月4日に入団会見が行われた。また、2008年1月10日放送のバース・デイにおいて、戦力外通告を受けてからトライアウトを経てヤクルトと契約するまでのエピソードが取り上げられた。

### ヤクルト時代
2008年
1軍で25試合出場したが芳しい成績は残せなかった。
2009年
1軍出場なく、10月1日再び戦力外通告を受ける。11月24日、現役を引退し、スカウトとして残留することが発表された。

### 引退後
2010年 - 2014年
スカウトとしての5年間で小川泰弘、杉浦稔大、西浦直亨を担当した。
2015年 - 2016年
二軍打撃コーチに異動し、2年間務めた。
2017年
再度3年ぶりにスカウトに復帰。
2024年
この年限りでヤクルトを退団。
2025年
この年から巨人に復帰し、スカウトを務める。

## 選手としての特徴・人物
現役時代はセンス抜群と評された高い打撃力と俊足で「巨人のイチロー」の異名を持っていた。巨人OBの青田昇は生前「巨人の将来4番を打つのは松井ではなく、斉藤かもしれん」と発言するほど高く評価していた。しかし、度重なる故障に悩まされ、レギュラー定着とはならなかった。
ヤクルト時代を振り返り、斉藤は「指導者と選手、選手間でも投手と野手の距離が近いチームだった。色々と勉強させてもらって自分の野球の幅も広がったし、幼少期の頃のように純粋に野球が楽しいと思えるようになった」と語っている。
スカウトに転身後は、目星をつけた選手の試合での様子だけでなく、練習態度も見ている。また、自身が現役時代、故障に苦しんだ時期は気分の浮き沈みが激しくなり、練習にムラが出ていたことから「才能だけに頼らず、壁にぶつかった時に乗り越える力があるか。練習を怠らず、どんな状況でもいつも通りのプレーできるか」を重要視している。

## 詳細情報

### 年度別打撃成績
| 年 度      | 球 団      | 試 合 | 打 席 | 打 数 | 得 点 | 安 打 | 二 塁 打 | 三 塁 打 | 本 塁 打 | 塁 打 | 打 点 | 盗 塁 | 盗 塁 死 | 犠 打 | 犠 飛 | 四 球 | 敬 遠 | 死 球 | 三 振 | 併 殺 打 | 打 率 | 出 塁 率 | 長 打 率 | O P S |
| ---------- | ---------- | ----- | ----- | ----- | ----- | ----- | -------- | -------- | -------- | ----- | ----- | ----- | -------- | ----- | ----- | ----- | ----- | ----- | ----- | -------- | ----- | -------- | -------- | ----- |
| 1997       | 巨人       | 32    | 39    | 39    | 1     | 4     | 1        | 0        | 0        | 5     | 1     | 0     | 1        | 0     | 0     | 0     | 0     | 0     | 8     | 3        | .103  | .103     | .128     | .231  |
| 1998       | 巨人       | 2     | 2     | 2     | 0     | 0     | 0        | 0        | 0        | 0     | 0     | 0     | 0        | 0     | 0     | 0     | 0     | 0     | 1     | 0        | .000  | .000     | .000     | .000  |
| 1999       | 巨人       | 40    | 35    | 32    | 4     | 9     | 3        | 0        | 0        | 12    | 3     | 1     | 0        | 2     | 0     | 1     | 0     | 0     | 3     | 0        | .281  | .303     | .375     | .678  |
| 2000       | 巨人       | 55    | 46    | 43    | 6     | 10    | 1        | 0        | 1        | 14    | 3     | 1     | 0        | 0     | 0     | 3     | 0     | 0     | 7     | 0        | .233  | .283     | .326     | .608  |
| 2001       | 巨人       | 34    | 19    | 17    | 6     | 2     | 0        | 0        | 0        | 2     | 1     | 0     | 1        | 0     | 0     | 2     | 0     | 0     | 2     | 0        | .118  | .211     | .118     | .328  |
| 2002       | 巨人       | 109   | 252   | 239   | 37    | 74    | 13       | 1        | 5        | 104   | 37    | 5     | 6        | 1     | 1     | 10    | 0     | 1     | 26    | 6        | .310  | .339     | .435     | .774  |
| 2003       | 巨人       | 109   | 393   | 374   | 48    | 108   | 16       | 8        | 11       | 173   | 52    | 9     | 7        | 0     | 2     | 16    | 1     | 1     | 68    | 6        | .289  | .318     | .463     | .781  |
| 2004       | 巨人       | 24    | 39    | 36    | 2     | 7     | 1        | 0        | 1        | 11    | 2     | 0     | 0        | 0     | 1     | 2     | 0     | 0     | 6     | 0        | .194  | .231     | .306     | .536  |
| 2005       | 巨人       | 46    | 112   | 108   | 13    | 26    | 4        | 1        | 1        | 35    | 8     | 1     | 1        | 0     | 1     | 2     | 0     | 1     | 11    | 4        | .241  | .259     | .324     | .583  |
| 2006       | 巨人       | 38    | 73    | 63    | 7     | 16    | 4        | 0        | 0        | 20    | 4     | 3     | 1        | 2     | 1     | 6     | 0     | 1     | 13    | 1        | .254  | .324     | .317     | .641  |
| 2008       | ヤクルト   | 25    | 27    | 26    | 2     | 6     | 2        | 0        | 0        | 8     | 2     | 0     | 0        | 0     | 0     | 1     | 0     | 0     | 4     | 0        | .231  | .259     | .308     | .567  |
| 通算：11年 | 通算：11年 | 514   | 1037  | 979   | 126   | 262   | 45       | 10       | 19       | 384   | 113   | 20    | 17       | 5     | 6     | 43    | 1     | 4     | 149   | 20       | .268  | .299     | .392     | .692  |

### 表彰
- 日本シリーズ優秀選手賞：1回（2002年）

### 記録
- 初出場：1997年4月6日、対ヤクルトスワローズ3回戦（東京ドーム）、7回裏に広澤克実の代走として出場
- 初打席：1997年4月8日、対中日ドラゴンズ1回戦（東京ドーム）、8回裏に井手元健一朗から投手ゴロ
- 初安打：1997年8月30日、対広島東洋カープ21回戦（東京ドーム）、7回裏に高橋英樹から左前安打
- 初先発出場：1997年9月17日、対横浜ベイスターズ26回戦（横浜スタジアム）、1番・右翼手として先発出場
- 初打点：1997年9月23日、対阪神タイガース26回戦（阪神甲子園球場）、4回表に藪恵壹から右中間へ適時二塁打
- 初盗塁：1999年7月2日、対横浜ベイスターズ14回戦（横浜スタジアム）、8回表に二盗（投手：斎藤隆、捕手：谷繁元信）
- 初本塁打：2000年4月2日、対広島東洋カープ3回戦（東京ドーム）、8回裏に小林幹英から右越ソロ

### 背番号
- 94（1995年）
- 58（1996年 - 1999年）
- 37（2000年 - 2007年）
- 54（2008年 - 2009年）
- 83（2015年 - 2016年）